# 콩소메

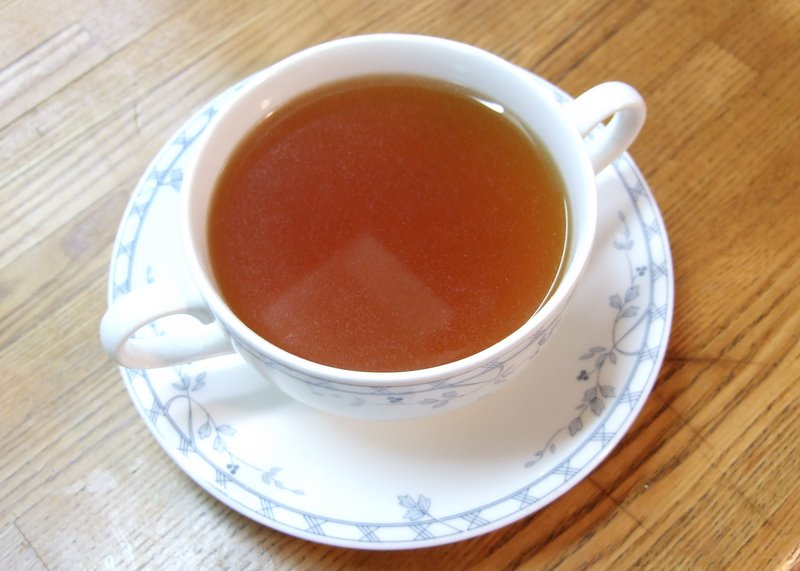
콩소메

콩소메(프랑스어: consommé)는 맑은 고기 국물로 된 맑은국(수프)의 일종이다.
콩소메는 부용(Bouillon), 스톡(stock)에 미르푸아(프랑스어: Mirepoix, 당근, 양파, 샐러리 등을 다진 것)를 넣고 푹 끓은 국물을 헝겊으로 걸러내어 불순물을 제거하고 맑게 하여 만든다. 달걀 흰자는 육수 특유의 누린내와 비린내를 없애준다. 고기는 보통 간을 한 쇠고기가 많이 쓰이고 닭고기도 많이 쓰이며 어패류를 사용하기도 한다. 맑은 국물에 담백한 맛이 특징이다.
콩소메는 수프나 소스를 만드는 용도로 사용되기도 하고, 식사용으로도 사용되기도 한다. 콩소메 만을 식사용으로 사용할 경우 진한 풍미를 위해 구운 고기 등을 이용하여 진한 색을 내는 것이 보통이다. 여기에 당근, 토마토 등의 건더기를 다 끓이고 난 뒤에 첨가한다.
콩소메에 첨가하는 재료에 따라 이름이 달라지는데, 머랭을 넣은 것은 콩소메 제르미니, 토마토를 넣은 것은 콩소메 마드릴렌으로 불린다.
진하게 끓여낸 콩소메를 차갑게 굳혀서 필요할 때 일부를 덜어내 사용할 수 있으며, 오늘날에는 콩소메 스톡이라고 하는 작은 정육면체 덩어리의 인스턴트 제품도 출시되었다.

## 같이 보기
- 수프
- 맑은국
- 포타주